# Struer FH
Struer Forenede Håndboldklubber eller  Struer FH, SFH er en håndboldklub fra Struer i Jylland. Klubben blev stiftet den 1. maj 1990, og er en sammenslutning af Fousing Idrætsforening og Struer Håndboldklub. Fousing Idrætsforening blev stiftet i 1934 og Struer Håndboldklub blev stiftet i 1964. Klubben har hjemmebane i Struer Hallerne.